# Línea RER B
La línea RER B da servicio al área metropolitana parisina siguiendo un eje norte-sur. Se constituye al sur de la línea de Sceaux que arrancaba de la estación Luxembourg. Las obras llevadas al cabo desde los años 1970 permitieron unir esta terminal a las vías que partían de la estación del norte parisina (Gare du Nord) y así acceder a las terminales del aeropuerto Charles de Gaulle y al área metropolitana septentrional de París.
Al igual que la línea RER A, su explotación está compartida entre SNCF y RATP.

## Historia
Al sur, la línea B utiliza las infraestructuras de la línea de Sceaux, construida entre 1845 y 1846 y prolongada en dos ocasiones. Al norte, la línea ha absorbido la antigua línea suburbana de la SNCF París <> Mitry-Mory y la nueva línea Aulnay-sous-Bois <> Aeropuerto Charles de Gaulle abierta en 1976.
Desde los años 30 se preveía unir la línea de Sceaux a una línea suburbana septentrional, sin embargo, el plan de infraestructuras de 1965, que preveía la creación de nuevas líneas suburbanas interconectadas en París, abandonó este proyecto en favor de una nueva línea que uniese Châtelet a Melun y Sénart vía Orly, Juvisy-sur-Orge y Évry. Este proyecto se postpuso y abandonó a principios de los años 70 para enfocar el plan de infraestructuras hacia la situación actual.
Así, tras 4 años de obra, el 9 de diciembre de 1977, el terminal de la línea de Sceaux (operada por la RATP) se llevó a la nueva estación de Châtelet-Les Halles (antigua B1) al tiempo que se inauguró la conexión de los dos tramos de la línea RER A entre Auber y Nation. La línea de Sceaux se convirtió entonces en el primer tramo de la línea RER B.
En 1981, la línea se prolongó hasta la nueva estación subterránea Gare du Nord (rama B1) y las líneas suburbanas septentrionales que unían París con el Aeropuerto Charles de Gaulle y Mitry-Mory se integraron a la línea B sin estar interconectadas a la parte sur por la diferencia de tensión entre la línea de Sceaux (1500 V CC) y las líneas suburbanas septentrionales (25 KV CA). Existía no obstante un transbordo andén a andén entre los tramos norte y sur en Gare du Nord.
Hubo que esperar a 1983 para ver circular algunos trenes que unieran ambos tramos, y finalmente en 1987 se recibieron las últimas unidades bitensión MI79 y la interconexión fue del 100%.
Finalmente, en 1988, la estación de Saint Michel-Notre Dame se inauguró permitiendo el transbordo con el metro y la Línea RER C.
Esta línea ha sido escenario de dos atentados con bomba, uno en julio de 1995 en la estación antes citada y otro en diciembre de 1996 en Port Royal.
La RATP está suprimiendo progresivamente los últimos pasos a nivel existentes en la antigua línea de Sceaux (línea B sur). Tras sustituir el paso a nivel de Saint-Rémy-lès-Chevreuse por un puente en noviembre de 2005, no queda más que uno en Gif-sur-Yvette.

## Trazado

Trazado cartográfico de la línea

## Estaciones y correspondencias
De norte a sur:
|    |   |   |    |    | estaciones                                                | zona | municipio                                     | correspondencias                               |
| -- | - | - | -- | -- | --------------------------------------------------------- | ---- | --------------------------------------------- | ---------------------------------------------- |
| B3 | o |   |    |    | Aeropuerto Charles-de-Gaulle 2 TGV                        | 5    | Le Mesnil-Amelot                              | CDGVAL Roissybus TGV (proyecto)                |
|    | o |   |    |    | Aeropuerto Charles-de-Gaulle 1                            | 5    | Tremblay-en-France                            | CDGVAL Roissybus                               |
|    | o |   |    |    | Parc des Expositions                                      | 4    | Villepinte                                    | (proyecto)                                     |
|    | o |   |    |    | Villepinte                                                | 4    | Villepinte                                    |                                                |
|    | o |   |    |    | Sevran - Beaudottes                                       | 4    | Sevran                                        | (proyecto)                                     |
|    |   |   | o  | B5 | Mitry - Claye                                             | 5    | Mitry-Mory, Claye-Souilly                     |                                                |
|    |   |   | o  |    | Villeparisis - Mitry-le-Neuf                              | 5    | Mitry-Mory                                    |                                                |
|    |   |   | o  |    | Vert-Galant                                               | 4    | Villepinte, Tremblay-en-France                |                                                |
|    |   |   | o  |    | Sevran - Livry                                            | 4    | Sevran                                        | (proyecto)                                     |
|    |   | o |    |    | Aulnay-sous-Bois                                          | 4    | Aulnay-sous-Bois                              |                                                |
|    |   | o |    |    | Le Blanc-Mesnil                                           | 3    | Le Blanc-Mesnil                               |                                                |
|    |   | o |    |    | Drancy                                                    | 3    | Drancy                                        |                                                |
|    |   | o |    |    | Le Bourget                                                | 3    | Le Bourget                                    |                                                |
|    |   | o |    |    | La Courneuve - Aubervilliers                              | 3    | La Courneuve, Aubervilliers                   |                                                |
|    |   | o |    |    | La Plaine - Stade de France · Saint-Denis - Aubervilliers | 2    | Saint-Denis                                   | (proyecto)                                     |
|    |   | o | B1 | B1 | París Norte                                               | 1    | X Distrito                                    | Intercités, Alta Francia TGV, Eurostar, Thalys |
|    |   | o |    |    | Châtelet - Les Halles                                     | 1    | I Distrito                                    |                                                |
|    |   | o |    |    | Saint-Michel - Notre-Dame                                 | 1    | IV Distrito/V Distrito/VI Distrito            |                                                |
|    |   | o |    |    | Luxembourg Sénat                                          | 1    | V Distrito/VI Distrito                        |                                                |
|    |   | o |    |    | Port-Royal                                                | 1    | V Distrito/VI Distrito                        |                                                |
|    |   | o |    |    | Denfert-Rochereau                                         | 1    | XIV Distrito                                  | Orlybus                                        |
|    |   | o |    |    | Cité Universitaire                                        | 1    | XIV Distrito                                  |                                                |
|    |   | o |    |    | Gentilly                                                  | 2    | Gentilly                                      |                                                |
|    |   | o |    |    | Laplace · Maison des Examens                              | 2    | Arcueil                                       |                                                |
|    |   | o |    |    | Arcueil - Cachan                                          | 3    | Arcueil, Cachan                               |                                                |
|    |   | o |    |    | Bagneux · Pont Royal                                      | 3    | Bagneux, Cachan                               |                                                |
|    |   | o |    |    | Bourg-la-Reine                                            | 3    | Bourg-la-Reine                                |                                                |
|    | o |   |    |    | Sceaux                                                    | 3    | Sceaux                                        |                                                |
|    | o |   |    |    | Fontenay-aux-Roses                                        | 3    | Fontenay-aux-Roses                            |                                                |
| B2 | o |   |    |    | Robinson                                                  | 3    | Sceaux, Châtenay-Malabry, Le Plessis-Robinson |                                                |
|    |   |   | o  |    | Parc de Sceaux                                            | 3    | Sceaux, Antony                                |                                                |
|    |   |   | o  |    | La Croix de Berny                                         | 3    | Antony                                        | (proyecto)                                     |
|    |   |   | o  |    | Antony                                                    | 3    | Antony                                        | Orlyval                                        |
|    |   |   | o  |    | Fontaine Michalon                                         | 4    | Antony                                        |                                                |
|    |   |   | o  |    | Les Baconnets                                             | 4    | Antony                                        |                                                |
|    |   |   | o  |    | Massy - Verrières                                         | 4    | Massy, Verrières-le-Buisson                   |                                                |
|    |   |   | o  |    | Massy - Palaiseau                                         | 4    | Massy, Palaiseau                              | TGV (proyecto)                                 |
|    |   |   | o  |    | Palaiseau                                                 | 4    | Palaiseau                                     |                                                |
|    |   |   | o  |    | Palaiseau - Villebon                                      | 4    | Palaiseau, Villebon-sur-Yvette                |                                                |
|    |   |   | o  |    | Lozère · École polytechnique                              | 4    | Palaiseau                                     |                                                |
|    |   |   | o  |    | Le Guichet                                                | 5    | Orsay                                         |                                                |
|    |   |   | o  |    | Orsay-Ville                                               | 5    | Orsay                                         |                                                |
|    |   |   | o  |    | Bures-sur-Yvette                                          | 5    | Bures-sur-Yvette                              |                                                |
|    |   |   | o  |    | La Hacquinière                                            | 5    | Bures-sur-Yvette, Gif-sur-Yvette              |                                                |
|    |   |   | o  |    | Gif-sur-Yvette                                            | 5    | Gif-sur-Yvette, Bures-sur-Yvette              |                                                |
|    |   |   | o  |    | Courcelle-sur-Yvette                                      | 5    | Gif-sur-Yvette                                |                                                |
|    |   |   | o  | B4 | Saint-Rémy-lès-Chevreuse                                  | 5    | Saint-Rémy-lès-Chevreuse                      |                                                |

## Explotación de la línea

### Ramales
El tramo Gare du Nord <> Roissy - Charles de Gaulle / Mitry - Claye, Villeparisis está operado por la SNCF, el tramo Gare du Nord <> Saint-Rémy-lès-Chevreuse / Robinson por la RATP.
El material móvil utilizado consiste principalmente en unidades MI79 (denominación RATP) o Z8100 (denominación SNCF), adquiridas en 1979. La SNCF posee 50 unidades Z8100 y la RATP ha recibido dos remesas de trenes, 31 unidades MI79 A y 38 unidades MI79 B. Todas ellas son bitensión, pues la parte norte está electrificada a 25 Kv en corriente alterna y la parte sur a 1500 V en corriente continua.
En 1998 llegaron 8 unidades MI84 a la línea B derivadas de MI79, procedentes de la línea A.
La apertura de Orlyval en 1991 permite a la línea B unir los dos aeropuertos parisinos en 1 h 15 min con transbordo de andén a andén en la estación de Antony.

### Nombres de los servicios
Como las otras líneas RER y los trenes suburbanos de Île-de-France, los servicios de esta línea (o misiones) se identifican con un código de 4 letras que aparece en el letrero frontal de los trenes. Estos códigos siguen la regla siguiente:
- Primera letra: estación terminal.
  - A: Gare du Nord.
  - E: Aéroport Charles-de-Gaulle.
  - G: Aulnay-sous-Bois.
  - I: Mitry-Claye.
  - J: Denfert-Rochereau.
  - K: Massy-Palaiseau.
  - L: Orsay.
  - P: Saint-Rémy-lès-Chevreuse.
  - Q: La Plaine - Stade de France
  - S: Robinson.
  - U: Laplace
- Segunda letra: hasta ahora indicaba las estaciones donde efectúa parada, pero cada vez hay más excepciones a esta regla.
- Tercera y cuarta letra: hacer un nombre pronunciable y memorizable.

Cuando la letra no coincide con esta regla ocurre lo siguiente:
- El tren no admite viajeros: la primera y tercera letra son W, la segunda el destino y la cuarta la estación de origen. Por ejemplo, WKWU sería un tren que no admite viajeros entre Laplace y Massy-Palaiseau.

- Es un tren especial, "ómnibus", que circula, por ejemplo, para suplir un tren averiado: la primera letra indica el destino, la segunda el origen y las dos últimas son ZZ. Por ejemplo, APZZ es un tren "ómnibus" especial entre Saint-Rémy-lès-Chevreuse y Gare du Nord.

### Frecuencias

#### Laborables
- Por la mañana cada 15 min:
  - IKUO / PAPY Mitry-Claye <> Saint-Rémy-lès-Chevreuse: efectúa parada en todas las estaciones del ramal B5, Le Bourget, "ómnibus" hasta Cité Universitaire, Bourg-la-Reine, Antony y todas las estaciones entre Massy-Palaiseau y Saint-Rémy-lès-Chevreuse.
  - EMIR / KNUT Aéroport CDG 2 TGV <> Massy-Palaiseau: efectúa parada en todas las estaciones excepto entre Aulnay-sous-Bois y Gare du Nord, que es directo.
  - GAEL / SVIC Aulnay-sous-Bois <> Robinson: directo entre Le Bourget y Gare du Nord.
- En hora punta por la mañana en la parte sur cada 12 min ida/vuelta a:
  - Robinson: "ómnibus".
  - Massy-Palaiseau: directo entre Laplace y Bourg-la-Reine.
  - Orsay-Ville: efectúa parada en Arcueil-Cachan, Bagneux, Bourg-la-Reine, Antony, Massy-Palaiseau y desde ahí "ómnibus".
  - Saint-Rémy-lès-Chevreuse: efectúa parada en Bourg-la-Reine, La Croix de Berny, Antony, Les Balconnets, Massy-Palaiseau, Orsay-Ville y desde ahí "ómnibus".
- En hora punta por la mañana en la parte norte cada 15 min:
  - 2 trenes Aéroport CDG > París: 
    - 1º tren: efectúa parada en todas las estaciones del ramal B3, Aulnay-sous-Bois, La Courneuve-Aubervilliers y Gare du Nord.
    - 2º tren: efectúa parada en todas las estaciones salvo entre Aulnay-sous-Bois y Le Bourget.

  - 2 trenes Mitry-Claye > París:
    - 1º tren: directo entre Aulnay-sous-Bois y Gare du Nord.
    - 2º tren: "omnibús" en el ramal B5, Aulnay-sous-Bois, La Plaine-Stade de France y Gard du Nord.

  - Aulnay-sous-Bois > París: directo entre Le Bourget y Gare du Nord.
  - 2 trenes París > Aéroport CDG:
    - 1º tren: directo entre Gare du Nord y Aulnay-sous-Bois.
    - 2º tren: directo entre Le Bourget y Aulnay-sous-Bois.

  - París > Aulnay-sous-Bois: directo entre Gare du Nord y Le Bourget.
  - París > Mitry-Claye: directo entre Gare du Nord y Aulnay-sous-Bois.
  - París > La Plaine-Stade de France.

Los trenes alternan las direcciones, por ejemplo, desde Mitry-Claye parten trenes hacia Robinson, Massy-Palaiseau, Orsay o Saint-Rémy alternativamente.
- A partir de las 7:33, el servicio cambia en dirección sur:
  - Mitry-Claye > Laplace (UBAN, ULLE).
  - Aulnay-sous-Bois > Robinson (SVIC).
  - Aéroport CDG > Massy-Palaiseau o Saint-Rémy-lès-Chevreuse (KJAR, PLAN).
- En horas valle se prestan los siguientes servicios cada 15 min:
  - KROL/KRIN / EKLI/EKIL Massy-Palaiseau <> Aéroport CDG : directo entre Gare du Nord y Parc des Expositions.
  - PEPE/PERA / EFLA/EFOC Saint-Rémy-lès-Chevreuse <> Aéroport CDG: semidirecto entre Massy-Palaiseau y Cité Universitaire parando en Antony, la Croix de Berny y Bourg-la-Reine.
  - SPAC/SPOT / ICAR/ICRE Robinson <> Mitry-Claye: semidirecto entre La Plaine-Stade de France y Aulnay-sous-Bois parando en Le Bourget.
- En hora punta por la tarde (sobre todo en la parte operada por SNCF) el tráfico es inverso al de la hora punta matinal, por ejemplo, hay trenes que salen de La Plaine-Stade de France, pero ninguno que termine ahí.
- A partir de las 18:00 cada 15 min:
  - Hacia el sur:
    - PSIT Aéroport CDG > Saint-Rémy-lès-Chevreuse.
    - LYRE Aéroport CDG > Orsay
    - KMAR Mitry-Claye > Massy-Palaiseau
    - SVIC/SVAN Aulnay-sous-Bois > Robinson.

  - Hacia el norte:
    - EWIL Saint-Rémy-lès-Chevreuse > Aéroport CDG.
    - ELAS Massy-Palaiseau > Aéroport CDG.
    - IQOI Orsay > Mitry-Claye.
    - IGNY Robinson > Mitry.
- A partir de las 21:30 el servicio se modifica de nuevo.

#### Fin de semana y festivos
El servicio durante todo el día es el mismo que el de horas valle de laborables. Por la noche el servicio es igual que los laborables.

## Proyectos

### Refuerzo norte
Para mejorar la regularidad y fiabilidad de la línea y reforzar la frecuencia en el tramo norte, explotado por SNCF, SNCF, RFF, la región y el STIF presentaron el proyecto RER B Nord +, que podría llevarse a cabo a finales de 2011 con un coste de 240 millones de euros.
Se abrió una fase de concurso en noviembre de 2006 para este proyecto, una de las consecuencias del proyecto CDG Express. El debate previo al nuevo proyecto hizo surgir la profunda insatisfacción de los usuarios de la línea B en su tramo norte y el rechazo generalizado al CDG Express, considerado proyecto "privado", sin un compromiso de mejora significativa del transporte público garantizado por la línea RER B.
Este proyecto prevé dedicar dos vías al RER en su parte norte para un servicio reforzado. Esto implica una modificación de la señalización, levantar los andenes, instalar una cuarta vía en Mitry-Claye y arreglo del terminal así como crear una vía más en Parc des Expositions.

### Proyectos a largo plazo
El tramo Gare du Nord <> Châtelet-Les Halles comparte vías con la línea RER D. Tiene el récord mundial de densidad de circulación con 33 trenes por hora y sentido en hora punta. El más mínimo retraso de una de las dos líneas supone una reacción en cadena negativa para la puntualidad de ambas líneas, y la explotación de ambas se complica. Está en estudio la realización de un segundo túnel a largo plazo.
También está en estudio la prolongación del ramal B5 de Mitry-Claye a Dammartin - Juilly - Saint-Mard según el esquema rector de la región Ile-de-France.